# Georges Van der Straeten
Georges Van der Straeten, né à Gand le 22 décembre 1856 et mort dans la même ville le 25 juillet 1941, est un sculpteur belge.

## Biographie
Georges Van der Straeten fut d’abord juriste jusqu’en 1882 et ensuite élève du sculpteur Jef Lambeaux,.
Il s’installe à Paris en 1883. L’Agenda de la curiosité, des artistes et des amateurs mentionne qu'il habitait au 20, rue de Vintimille en 1889, au 20, Rue des Acacias (Paris) en 1902 puis au 9, avenue Hoche en 1908. Il expose au Salon de Paris à partir de 1885 jusqu’en 1912. Il a notamment exposé un Portrait de Mlle Andrée Worth en 1885, Fantaisie (statuette, plâtre) en 1887, la statue Printemps (plâtre) en 1890, Sous l'Empire (marbre, statue) exposée en 1893, 1894 et à l'Exposition universelle de 1900, Portrait de M. Maurice Depret en 1902, Portrait de jeune fille en 1903, Parisienne en 1904, Portrait de Mlle Camille en 1905, Portrait de Mme L.D... en 1908, deux statuettes en 1909, Liseuse empire et Une vitrine en 1910, et Fantaisie Watteau et Liseuse en 1912.
Il travaillera et se liera d’amitié avec Jan van Beers,,. Cette amitié l'amènera à trouver la véritable formule de son talent qui lui permit de connaître la renommée dans le genre aimable de la représentation de la Parisienne. Il obtient diverses récompenses et notamment une médaille d’argent à l’Exposition universelle de 1900 à Paris. Il est nommé chevalier de la Légion d'honneur en 1903.
Georges Van der Straeten fait preuve d’une grande maîtrise technique dans ses réalisations et d’une grande qualité de finition. Il produit de nombreux portraits, des figures de fantaisie gracieuses et aguichantes de jeunes femmes parisiennes où, selon Pierre Kjellberg, on « retrouve le style aimable des sculpteurs du XVIIIe siècle »
Cet artiste est représentatif de la Belle Époque, période où apparaît l'Art nouveau, mouvement artistique international qui rompt avec la production académique. En ce sens, il constitue une nouvelle manière de s'exprimer parfaitement en phase avec cette période d'innovation politique, sociale, technologique et intellectuelle.
Les œuvres de Van der Straeten sont éditées en grand nombre, en différentes dimensions et sous des titres très variés, par plusieurs fondeurs, notamment la Société des bronzes de Paris, le fondeur Pinedo et le céramiste Friedrich Goldscheider (de).

## Œuvres d'édition

### Plâtres
- Le Drame, 1886, buste.
- Fantaisie, 1887, statuette.
- Une Merveilleuse, 1888, statuette.
- Fantaisie Watteau, 1911, statuette.
- Embrasse, 1889, statue.
- Le Printemps, 1890, statue.
- Sous l’Empire, 1893, statue.
- Amour maternel, 1896, statue.
- Mondaine, 1899, statue.
- Liseuse Empire, 1910, statue.

### Œuvres chryséléphantines
- Mimi, 1909.
- Rêverie, 1909.
- Innocence, 1910.
- Menuet, 1910.

### Bronzes
- Marinette.
- Thereza.
- Jeune femme au sourire.
- Femme au foulard dans les cheveux.
- Femme au chapeau.
- Le Rire.
- Jeune femme assise sur une corne d’abondance.
- Jeune femme à la coiffe.
- Colombine.
- Le Croissant de Lune.
- Gentleman rider.
- Élégante assise.
- Jeune Femme en robe du soir.
- La Source.

### Œuvres Marbres
- Élégante sur un tabouret. Signé, non daté. Sculpture en marbre de Carrare, 45x31x24 cm.
- l’Élégante. Signé, non daté. Sculpture en marbre de Carrare, 37x23 cm.
- Buste De Jeune Femme. Signé, non daté. Sculpture en marbre de Carrare, 36x32x15 cm.

Œuvres de Georges Van der Straeten
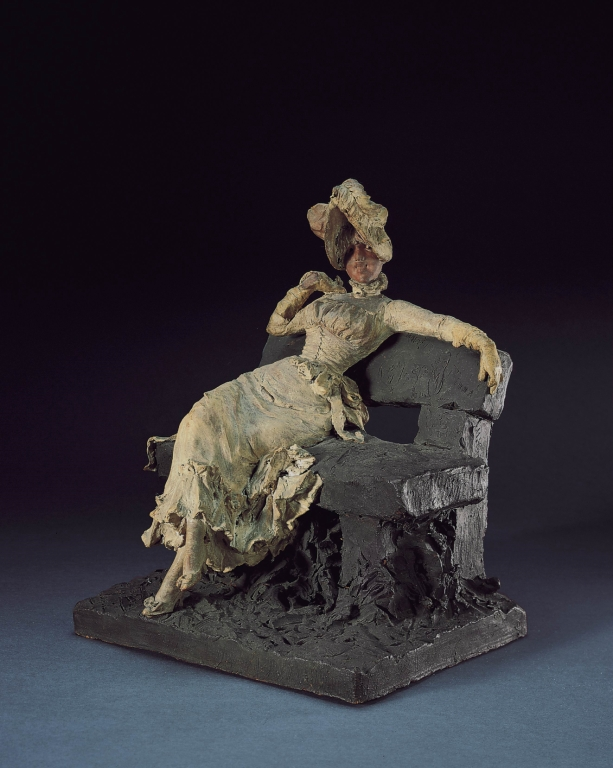
Jeune femme assise sur un banc de jardin (1883), terre cuite patinée, musée royal des Beaux-Arts d'Anvers.
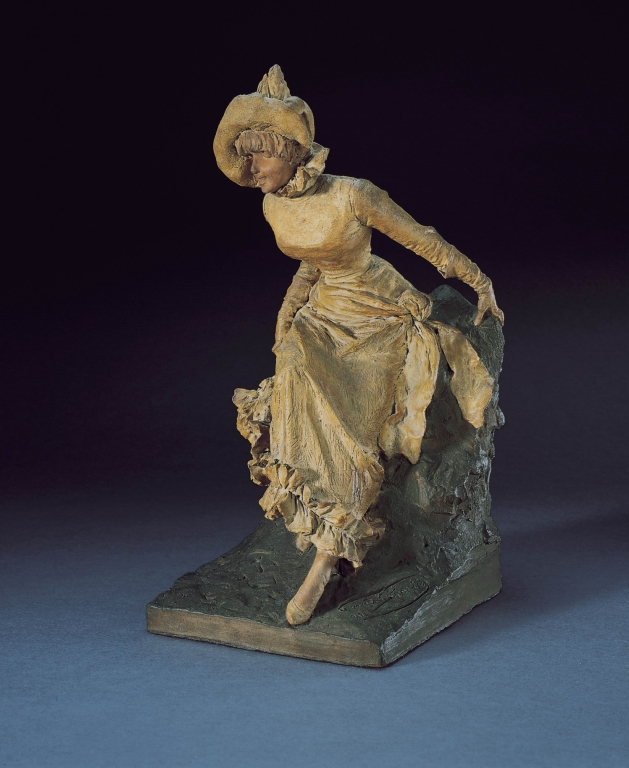
Jeune femme à la mode (1883), terre cuite patinée, musée royal des Beaux-Arts d'Anvers.
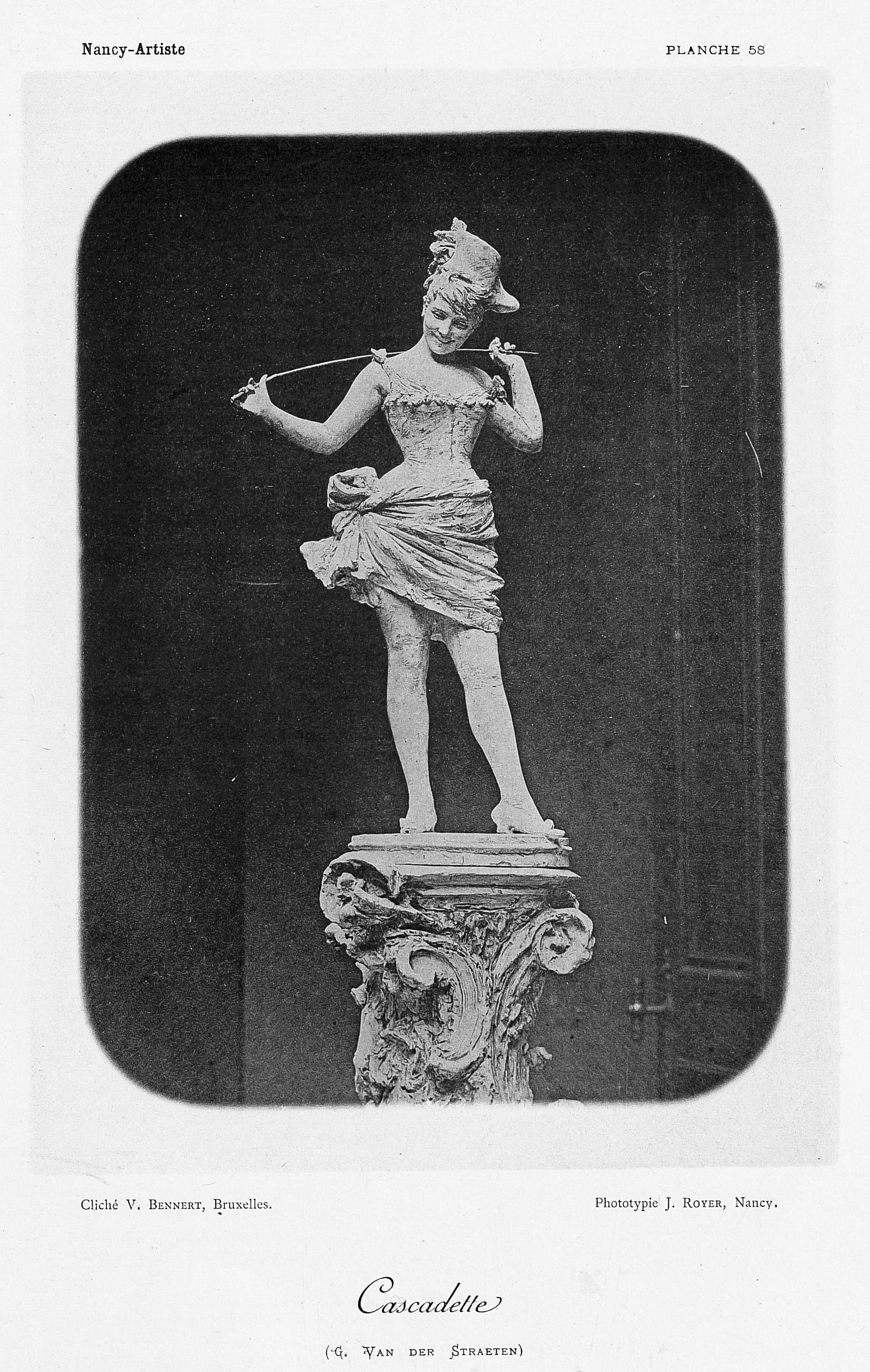
Cascadette (vers 1887), localisation inconnue.
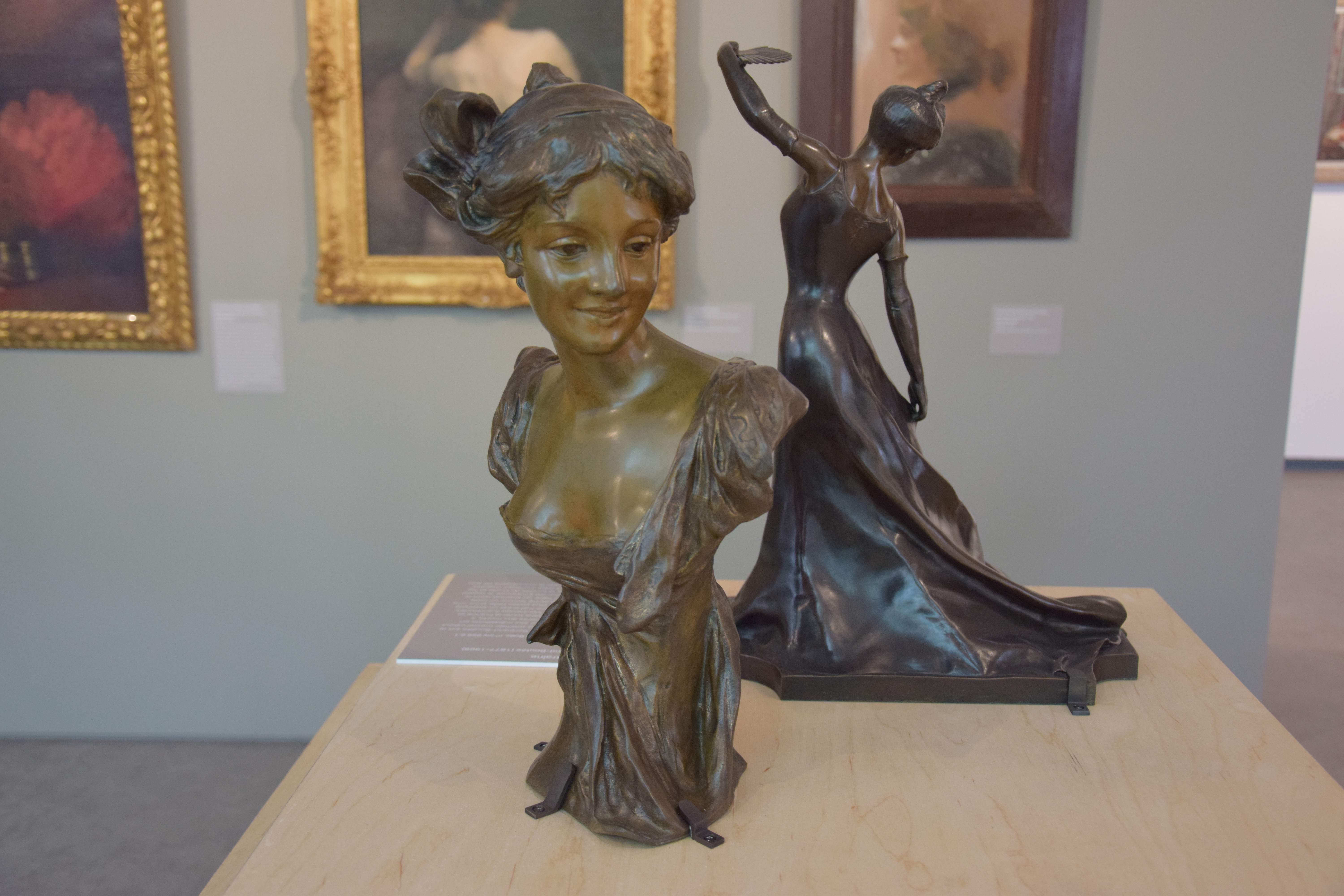
Buste de jeune femme, Bronze, Musée Henri-Boez, Maubeuge
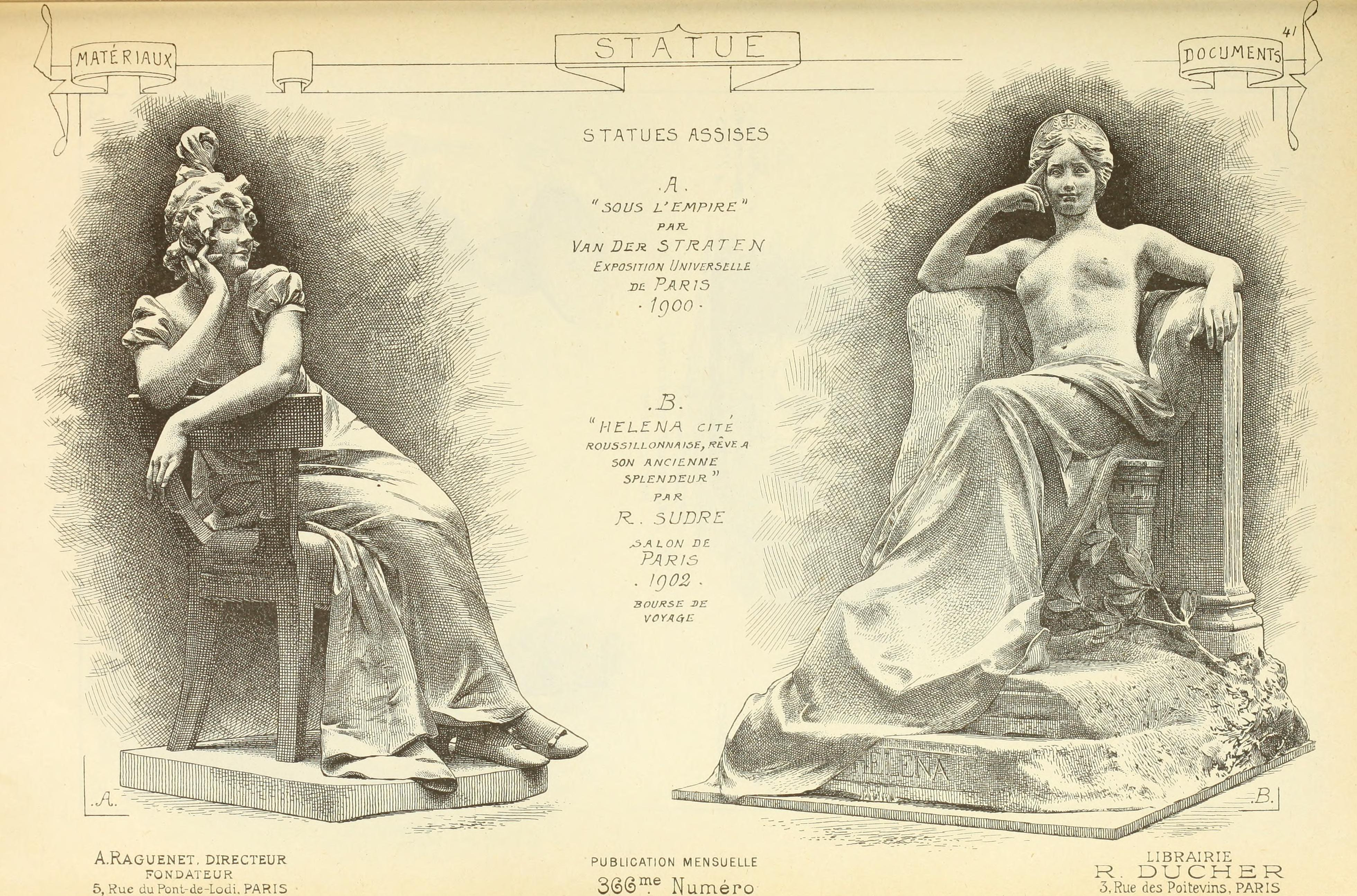
Sous l'Empire, Exposition Universelle de Paris, 1900.